# 向日葵星系
M63或梅西耶63，也稱為NGC 5055或很少使用的向日葵星系，是在獵犬座的一個螺旋星系。M63最初是由法國天文學家皮埃爾·梅尚發現的，然後得到他的同事梅西耶在1779年6月14日予以證實。這個星系被收錄為梅西耶天體，序號為M63。在19世紀中葉，愛爾蘭天文學家羅斯勳爵確定這星系的螺旋結構，使其成為最早被確定結構的星系之一。

## 性質
這個星系的型態分類是SAbc，表示它是螺旋星系，中心沒有棒狀結構並且螺旋臂的結構鬆散。這種在可見光中缺乏連續的大規模螺旋臂的螺旋星系稱為"絮結螺旋星系"。然而，以近紅外線觀測時，有一個非常明顯的對稱雙臂結構。每個臂環繞星系150°，並從核心延伸到13 kly（4 kpc）。
M63是一個具有低電離星系核的活躍星系。這顯示核心有未能解析的瀰漫發射源被包覆著。後者沿著110°的位置角延伸，在幾乎相同的方向上還有著軟X射線和Hα的發射。不確定核心是否存在著超大質量黑洞；如果有，則估計質量為(8.5±1.9)×108 M☉。
觀察波長21公分的無線電波顯示M63的氣態盤向外延伸到40 kpc（130 kly），遠遠超過明亮的星系盤面。這些氣體顯示一種對稱的型式，從半徑10 kpc（33 kly）處開始有著明顯的扭曲。這種形式表明星系的暗物質暈相對於內部區域被偏移。翹曲的原因尚不清楚，但位置角指向較小的伴星系UGC8313。
基於亮度的測量，M63的距離是8.99 Mpc（29.3 Mly）。相對於本星系群的徑向速度估計距離是4.65 Mpc（15.2 Mly）。基於塔利-費舍爾關係估算的距離範圍是5.0—10.3 Mpc（16—34 Mly）。紅巨星分支技術給出的距離是8.87 ± 0.29 Mpc（28.93 ± 0.95 Mly）。M63是M51星系群的一部份，這一組星系群還包括M51（漩渦星系）。
在1971年，在M63的螺旋臂上出現一顆視星等11.8的超新星：SN 1971 I。它在1971年5月24日被發現，5月26日左右達到峰值光度。SN 1971 I的光譜與 I型超新星一致。然而，光譜的行為顯得異常。

## 圖集

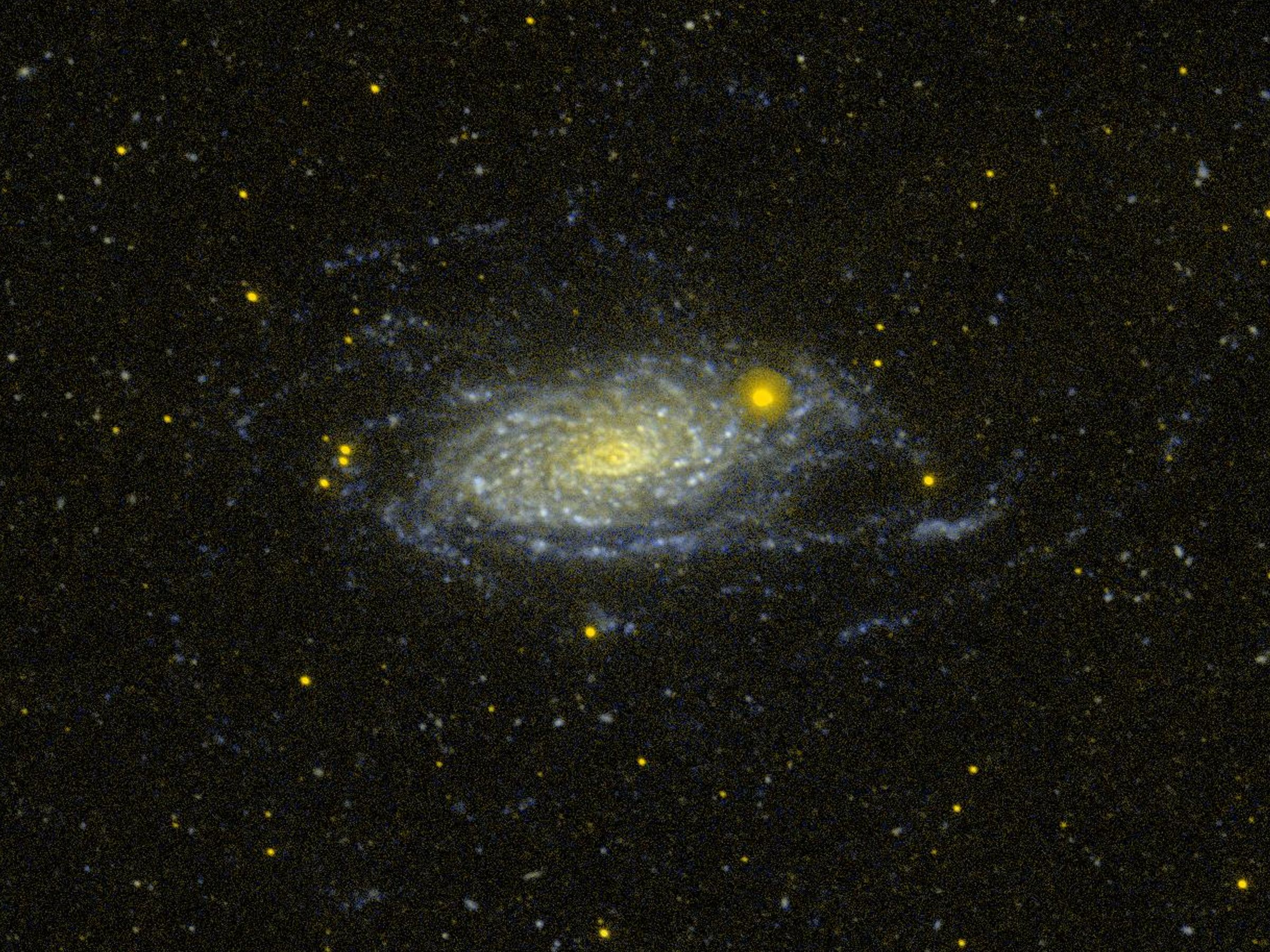
巡天的星系演化探測器拍攝的M63。創建者：NASA / WikiSky
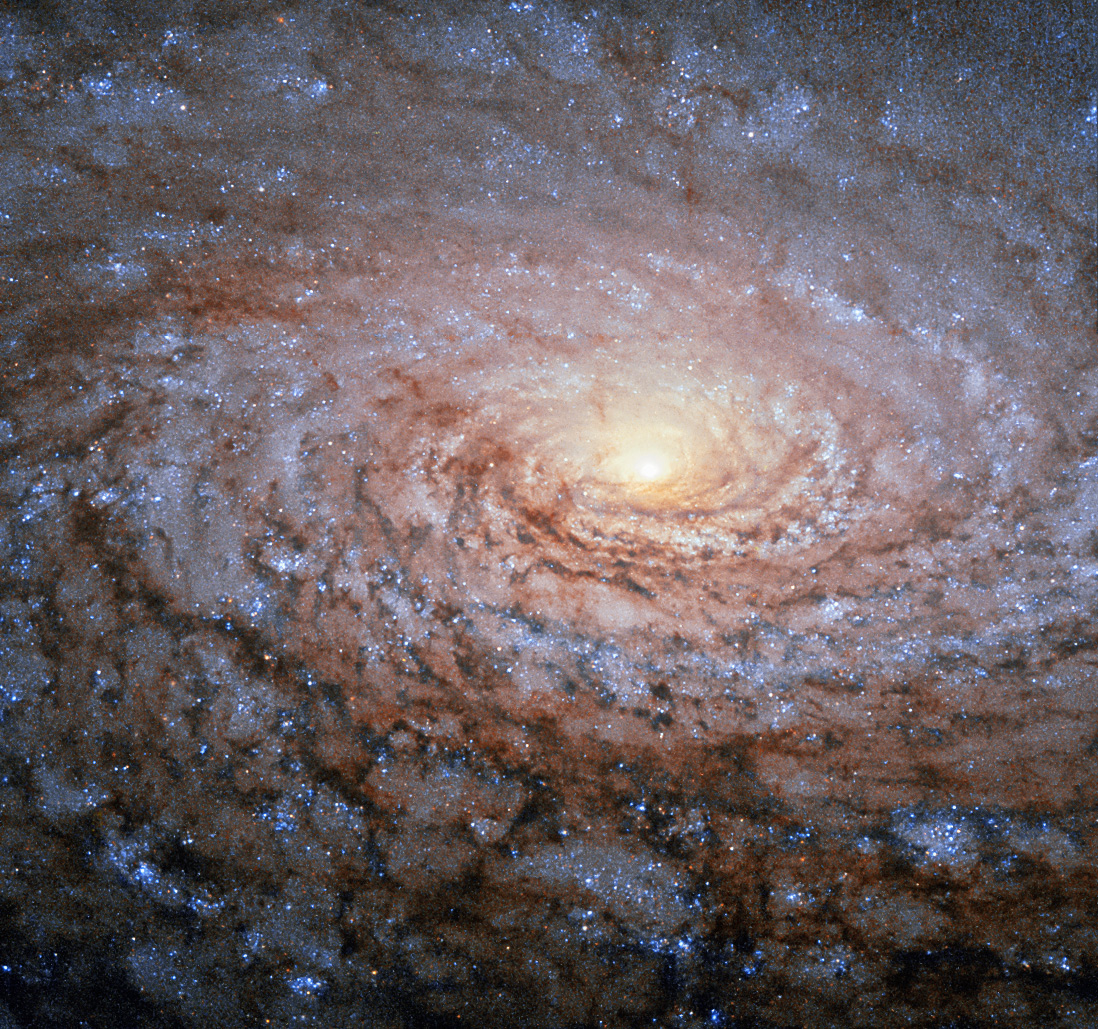
哈伯太空望遠鏡拍攝的M63螺旋星系的螺旋臂[16]。
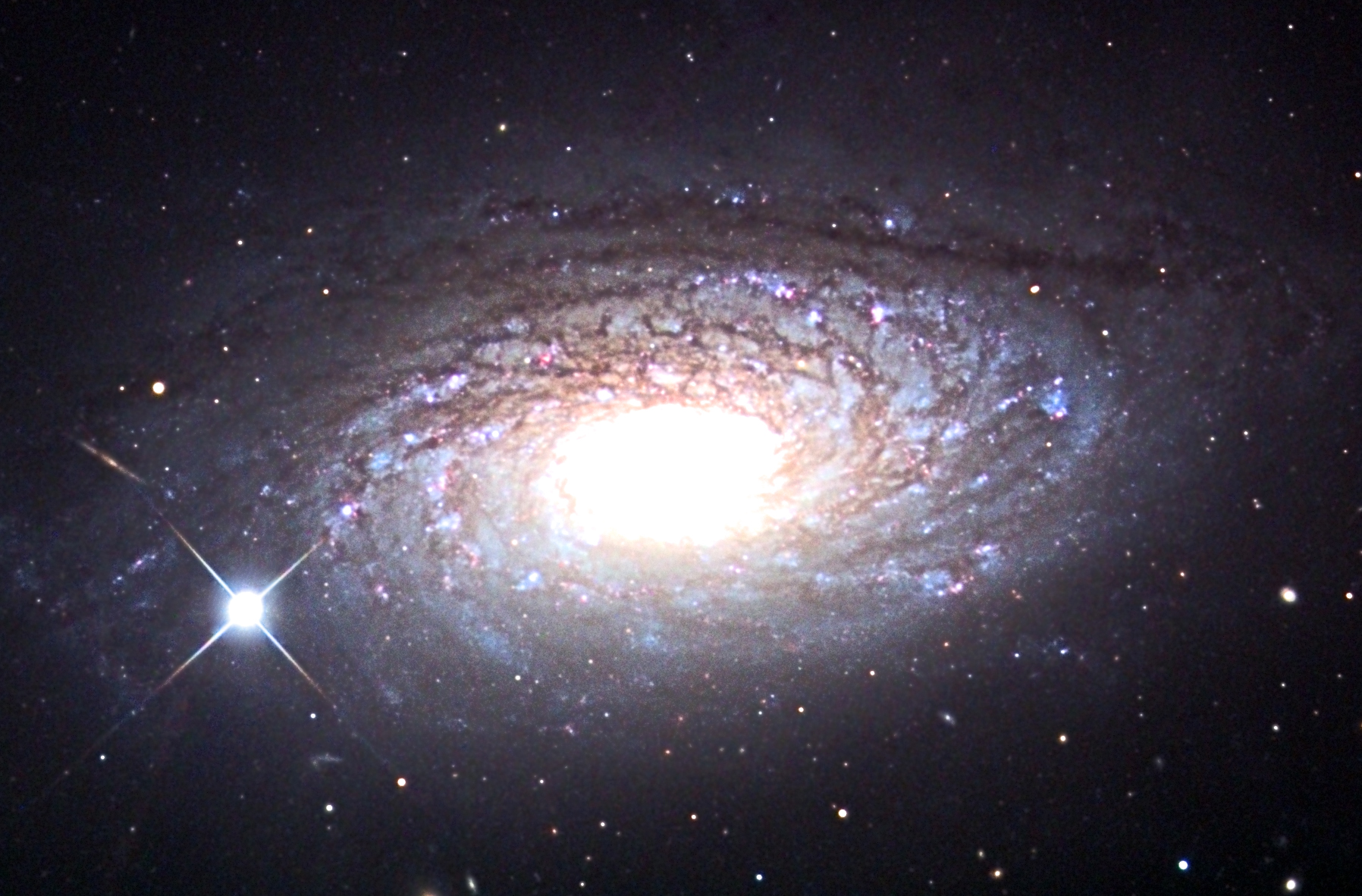
亞利桑那州萊蒙山天文台的24英吋望遠鏡拍攝的M63。
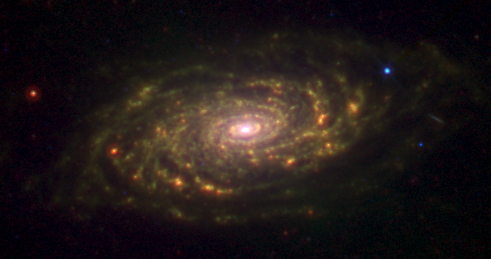
史匹哲太空望遠鏡以紅外線拍攝的M63。

## 外部連結
- WikiSky上关于The Sunflower Galaxy的内容：DSS2, SDSS, GALEX, IRAS, 氢α, X射线, 天文照片, 天图, 文章和图片
- Sunflower Galaxy @ SEDS Messier pages（页面存档备份，存于）
- Sunflower Galaxy (M63) at Constellation Guide（页面存档备份，存于）